# Skräll (tävling)
En skräll sker i en tävling, ofta i val, politik eller sport, när ett parti eller lag som förväntas vinna, antingen förlorar eller hamnar på oavgjort resultat med ett parti eller lag som förväntas förlora av majoriteten. Termen används ofta inom vadslagning inom sport, eller i opinionsmätningar i politik.

## Ursprung
Den engelska termen upset har ibland felaktigt tillskrivits hästen Man o' Wars överraskande förlust mot hästen Upset (förlusten var den enda i Man o' Wars karriär). Termen kan dock dateras innan 1919 med flera decennier. I sitt referat efter Upsets seger, skrev Washington Post, "One might make all sorts of puns about it being an upset."
År 2002 använde George Thompson, en lexikografisk forskare, fulltextsökningsmöjligheterna online i The New York Times databaser för att spåra användningen av termen, och hittade källor så tidigt som 1877.

## Exempel på skrällar

### Fotboll
- I den engelska FA-cupen är National League-lagets Lincoln Citys bortaseger över Premier League-laget Burnley 2016–17, samt National League-laget Luton Towns bortaseger över Premier League-laget Norwich City i FA-cupens fjärde omgång 2012–2013 exempel på större skrällar. Detta var den första förlusten för ett topplag mot ett lägre rankat lag sedan 1989, då Sutton United segrade med 2–1 över Coventry City, som hade vunnit FA-cupen två säsonger tidigare.[2][3][4]

- En stor skräll i spansk fotboll var den så kallade Alcorconazo, då Alcorcón vann över Real Madrid med 4–0 i Copa del Rey 2009–10.[5] Real Madrid är en av de största klubbarna i spansk fotboll och i världen medan Alcorcón spelade i tredjeligan Segunda División B. Eftersom Real Madrid bara vann den andra omgången med 1–0 gick Alcorcón vidare till nästa omgång.[6]

### Galoppsport
- I det amerikanska Triple Crown-löpet Kentucky Derby har flera skrällar vunnit. De hästar som segrat med högst odds är Mine That Bird (50/1), Giacomo (50/1)[7], Country House (65/1), Rich Strike (80/1)[8] och Donerail (91/1).[9]